# Подружжя Орлових
«Подружжя Орлових» (рос. Супруги Орловы) — радянський художній фільм 1978 року режисера Марка Донського, останній його фільм. За мотивами оповідань Максима Горького.

## Сюжет
За мотивами ранніх оповідань Максима Горького: «Подружжя Орлових», «Святвечір», «Ванька Мазін», «Струс» й інших. Докорінно змінюється недобре сімейне життя подружжя Орлових — п'яниці і дебошира Гришки Орлова і його дружини Мотрони, що терпить всі його витівки, коли під час раптової епідемії вони стають санітарами холерного барака… Час важкої і небезпечної роботи виявляється найщасливішим у житті для них обох і змінює їх світогляд і характер.

## У ролях
- Ніна Русланова —  Мотрона Орлова
- Анатолій Семенов —  Григорій Орлов
- Сергій Тегін —  Сенько Чижик, підмайстер іконописної майстерні
- Данило Сагал — лікар Ващенко
- Юрій Каморний —  Ілля Кисляков, підмайстер іконописної майстерні, гармоніст
- Петро Меркур'єв —  Петро Іванович Хохряков, студент-медик з революційними ідеями
- Володимир Пожидаєв —  Мішка Усов, хворий, що зцілився; злодій
- Борис Гітін —  санітар Пронін
- Валентина Бєляєва —  сусідка Орлових
- Микола Горлов —  сусід Орлових
- Вадим Вільський —  працівник іконописної майстерні
- Павло Винник —  шинкар

## Знімальна група
- Режисер — Марк Донськой
- Сценаристи — Марк Азов, Марк Донськой, Валерій Михайловський
- Оператор — В'ячеслав Єгоров
- Композитор — Рафаїл Хозак
- Художник — Ольга Кравченя